# Odontochodaeus lineipunctatus
Odontochodaeus lineipunctatus is een keversoort uit de familie Ochodaeidae. De wetenschappelijke naam van de soort is voor het eerst geldig gepubliceerd in 1903 door Fairmaire.